# 에도의 화재

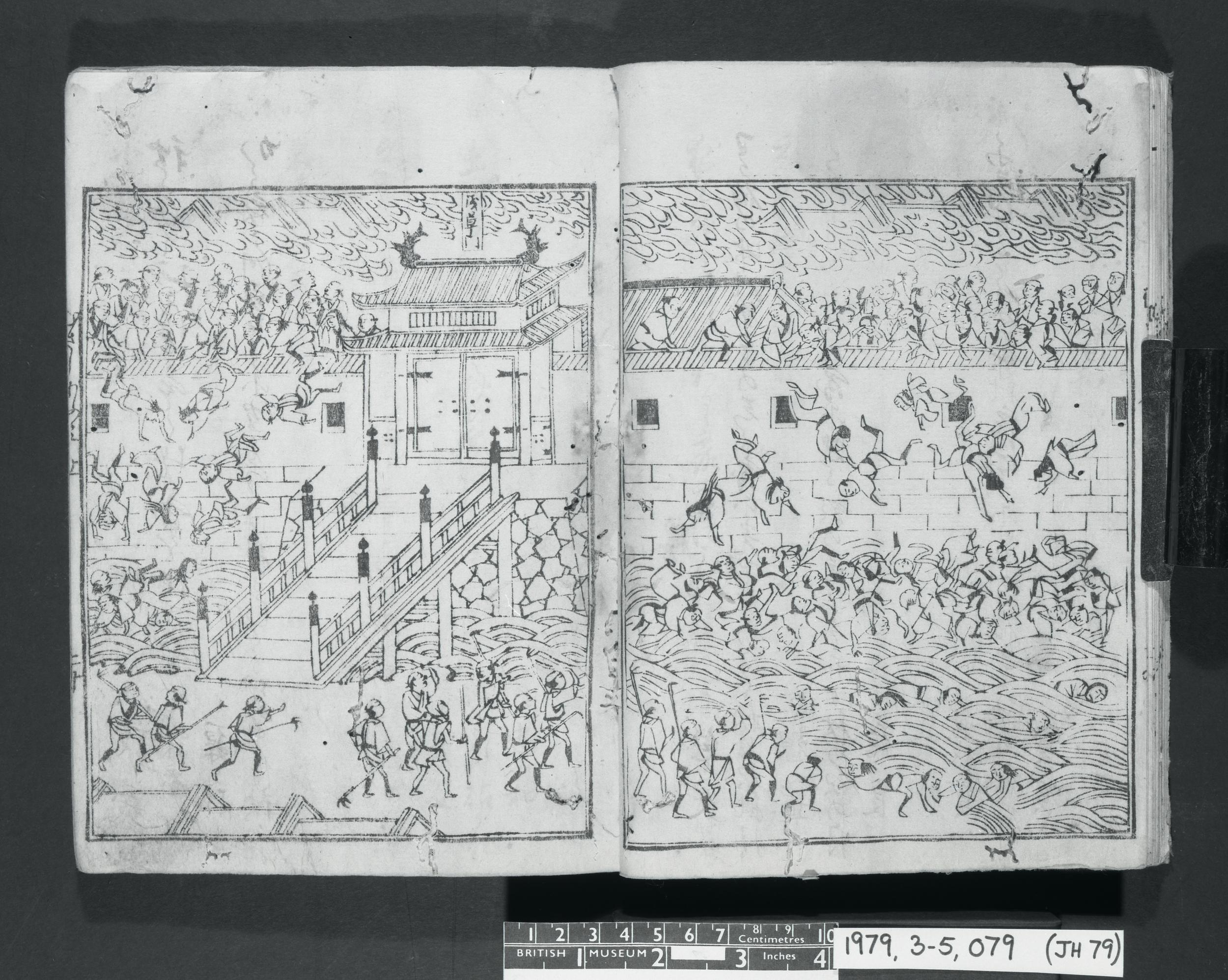
메이레키 대화재

에도의 화재(일본어: 江戸の火事)은 에도 시대에 에도에서 발생한 화재이다.

## 주요 화재

### 메이레키 대화재
메이레키 대화재(일본어: 明暦の大火)는 1657년 3월 2일(메이레키 3년 음력 1월 18일)에서 3월 4일(음력 1월 20일)까지 일본 에도(지금의 도쿄도)에서 일어난 화재이다. 이 화재로 인해 에도의 60 ~ 70%가 불에 탔으며 사망자는 100,000여명에 달했다. 또한 에도 성의 천수각을 비롯한 여러 건축물들이 소실되었고 에도 시가지가 파괴되었을 정도로 큰 피해를 입었다.

### 메이와 대화재
메이와 대화재(일본어: 明和の大火)는 메이와 9년 2월 29일(1772년 4월 1일) 에도에서 발생한 대화재로 메이레키 대화재, 분카 대화재를 묶어 에도 3대 화재라고 한다.

### 분카 대화재
분카 대화재(일본어: 文化の大火)는 1806년 4월 22일에 에도에서 발생한 대화재이다. 화재로 인한 사망자는 1200명을 넘어 섰다.